# خيبتنا (مسرحية)
مسرحية خيبتنا هي مسرحية لتجربة الهندسة الوراثية، بسعي الدول المتقدمة علمياً على باقي الشعوب، بالوصول إلى جينات تؤثر في طريقة تفكيرها، ويتم إطلاق مواد كيميائية تحمل جينات العرب في أمريكا، فيتحول حكامها إلى قادة على الطريقة العربية، المسرحية من مسرح محمد صبحي.

## بطولة[3]
| - محمد صبحي: فارس يائس - سماح السعيد: إيناس إبتئاس - سميرة عبد العزيز: إجلال - ندى ماهر: أمل - إيمان مدحت - ميرنا زكري | - أيمن مرجان: بائس صغيرا - عبد الله مشرف - بوسي الهواري - عبير فاروق: ابتسام - شوقي طنطاوي: إكرام (عروض المسرحية الأولى) - محمد يحيى:(بعد وفاة شوقي طنطاوي) | - الفريد كمال: الرئيس الأمريكي - شيماء صلاح الدين: زوجة الرئيس الأمريكي - تامر محسن: المتحدث الرسمي الأمريكي - محمد علي: المذيع الأمريكي - علي عبد الباقي: بائس صغيرا - جومانا عمرو: الطفلة جارة بائس |